# Природоохоронні території Боснії і Герцеговини
Природоохоронні території Боснії і Герцеговини — це національні природні парки (категорія МСОП II) та природні парки (категорія МСОП III).

## Національні природні парки
| Назва                                                 | Зображення | Площа, км² | Утворено | Карта    | Розташування                                                            |
| ----------------------------------------------------- | ---------- | ---------- | -------- | -------- | ----------------------------------------------------------------------- |
| Сутьєска (національний парк) Национални парк Сутјеска | Сутьєска   | 175        | 1962     | Сутьєска | 43°20′00″ пн. ш. 18°41′00″ сх. д. / 43.333333° пн. ш. 18.683333° сх. д. |
| Уна (національний парк) Nacionalni park Una           | Уна        |            | 2008     | Уна      | 44°29′43″ пн. ш. 16°08′06″ сх. д. / 44.495267° пн. ш. 16.134989° сх. д. |
| Козара (національний парк) Национални парк Козара     | Козара     | 175        | 1967     | Козара   | 45°00′30″ пн. ш. 16°53′30″ сх. д. / 45.008333° пн. ш. 16.891667° сх. д. |

## Природні парки
| Назва                     | Зображення   | Площа, км² | Утворено | Карта        | Розташування                                                            |
| ------------------------- | ------------ | ---------- | -------- | ------------ | ----------------------------------------------------------------------- |
| Бардача (озеро) Bardača   | Бардача      | 7          | 1995     | Бардача      | 45°06′06″ пн. ш. 17°26′26″ сх. д. / 45.101667° пн. ш. 17.440556° сх. д. |
| Хутово-Блато Hutovo Blato | Хутово-Блато |            | 1995     | Хутово-Блато | 43°03′25″ пн. ш. 17°45′28″ сх. д. / 43.056847° пн. ш. 17.757683° сх. д. |
| Блідіньє Blidinje         | Блідіньє     |            | 1995     | Блідіньє     | 43°36′39″ пн. ш. 17°30′32″ сх. д. / 43.61085° пн. ш. 17.508775° сх. д.  |